# Palác Riesů ze Stallburgu
Palác Riesů ze Stallburgu (též U Disbachů, či U Vědrů) je rokokově přestavěná budova v ulici Panská 895/6, na Novém Městě, Praha 1. V paláci sídlí argentinské velvyslanectví. V těsném sousedství se nachází také Millesimovský palác a barokní Neubergovský palác č. 891/5 (sídlo velvyslanectví Brazílie). Objekt je chráněn jako kulturní památka.

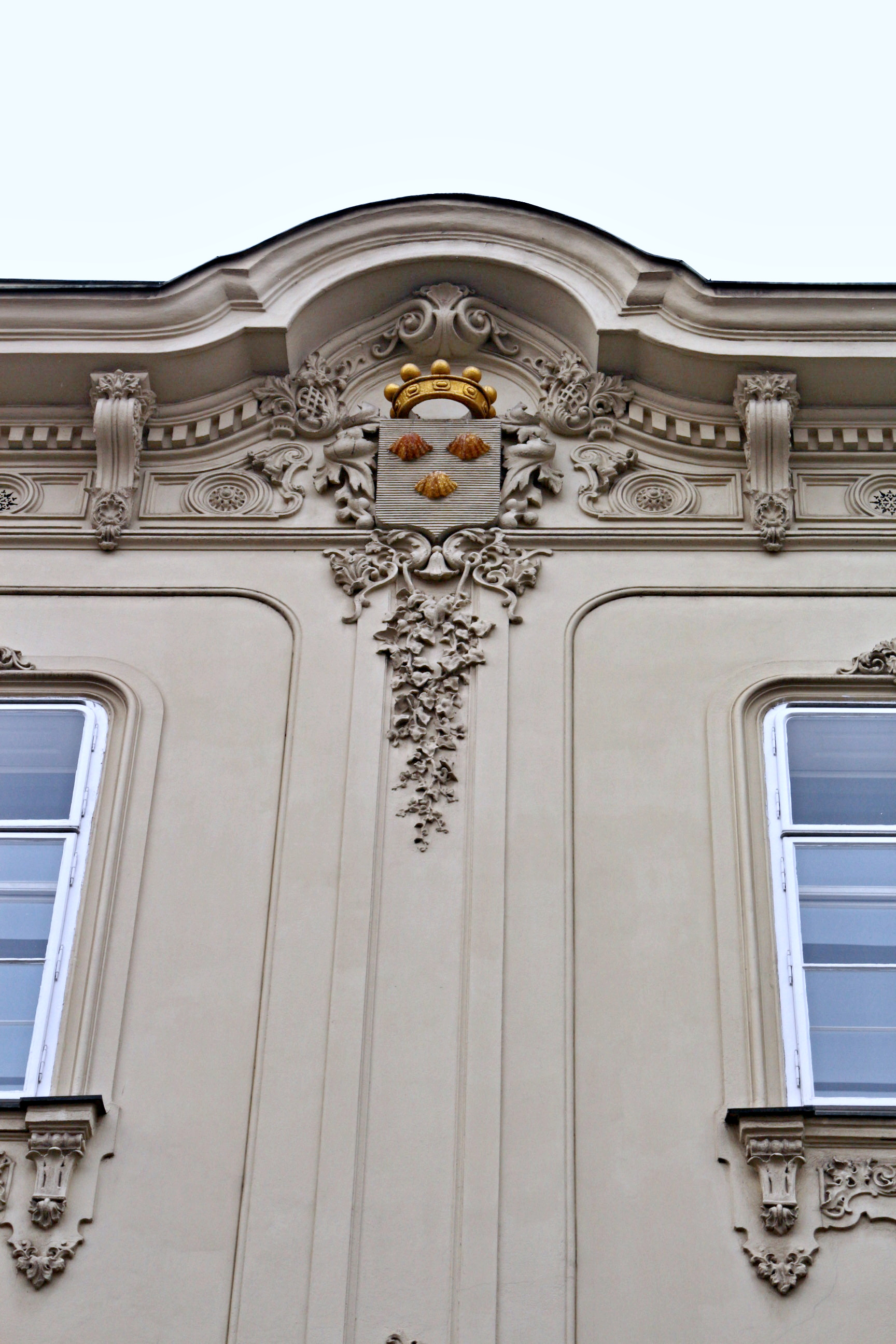
Detail průčelí

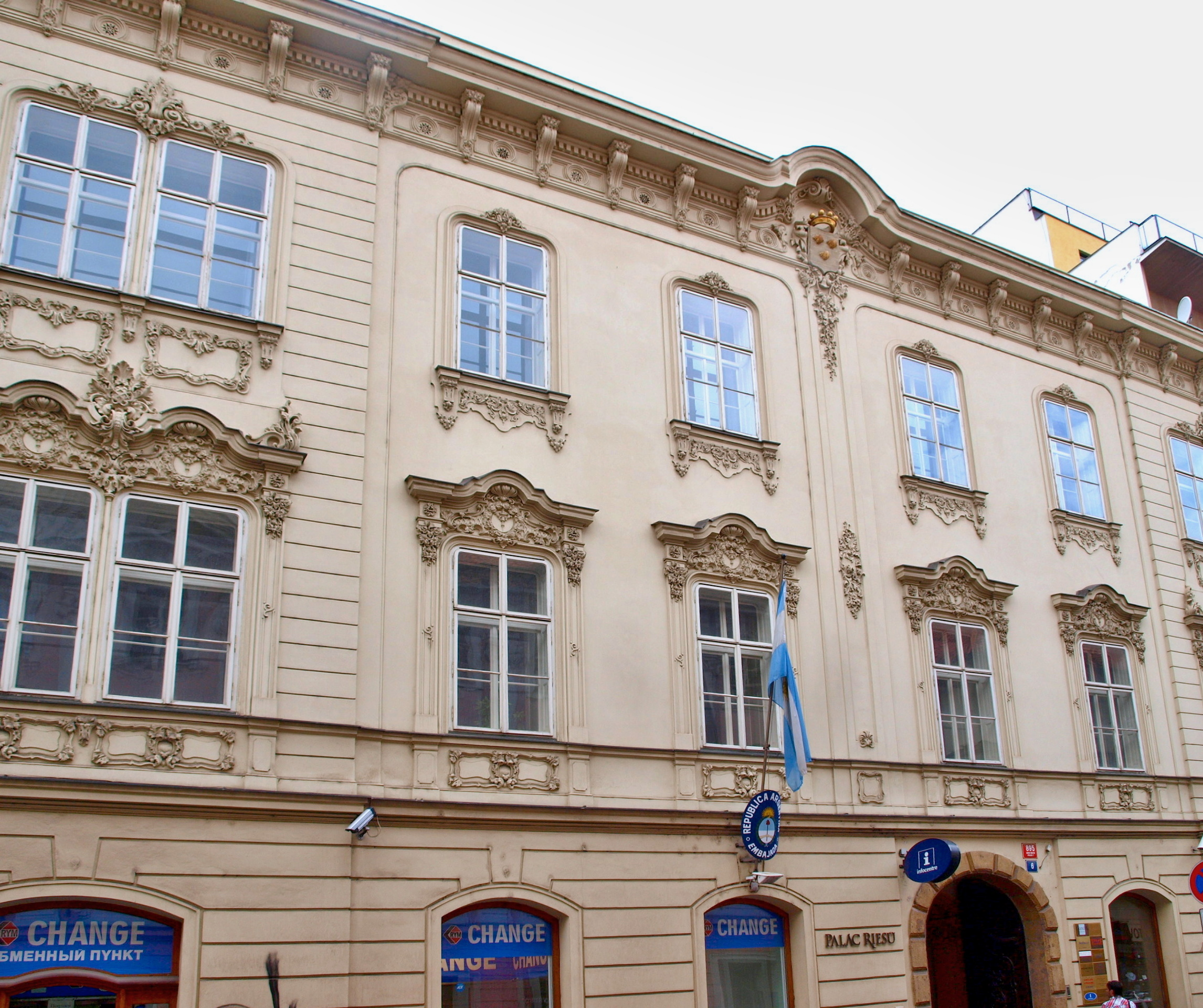
Palác Riesů ze Stallburgu

## Historie a architektura

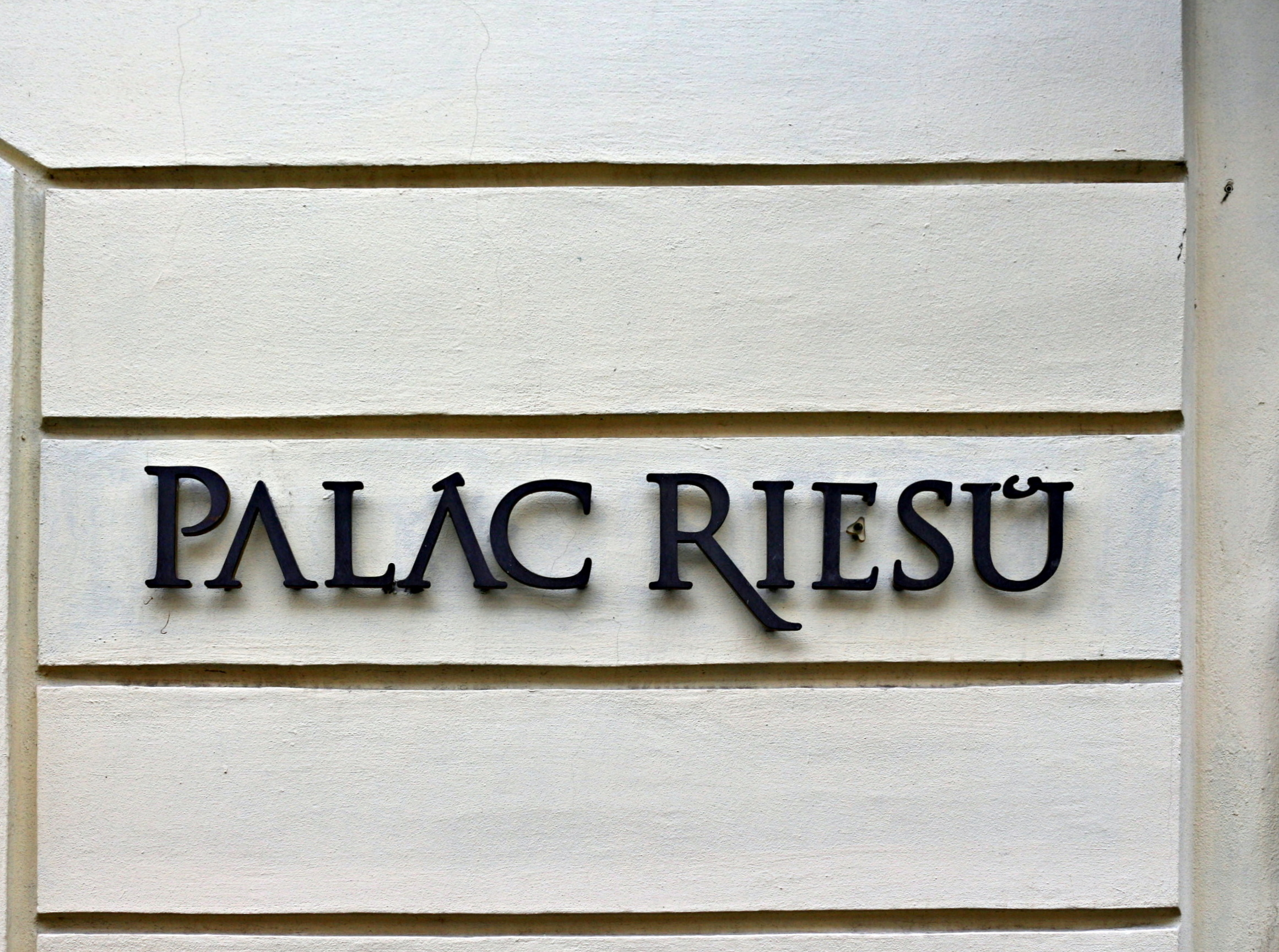
Palác Riesů ze Stallburgu, nápis

Původní středověká budova byla na konci 17. století přestavěna na barokní palác, který byl majetkem Golzů a později Kouniců. V letech 1861–1862 byl pro barona Matyáše Bedřicha Riese ze Stallburgu upraven v novorokokovém stylu podle návrhu architekta Josefa Maličkého (1810–1882) do nynější podoby. V šestiosém průčelí s bohatou štukovou výzdobou je asymetrický vjezd do dvora.
Palác sestává ze dvou traktů: předního, směrem do Panské ulice a zadního, jenž je umístěn v zahradě, a ze dvou křídel, levého a pravého. V roce 1928 byla přistavěna kancelářská budova ve dvoře společně s patrovou nástavbou paláce. Ve třech nadzemních patrech jsou místnosti s bohatou štukovou výzdobou a zdobnými parketami. Dnes slouží jako reprezentativní kanceláře. Přízemní části paláce jsou určeny ke komerčním účelům (sídlí zde advokátní kancelář, realitní kancelář atd.). V pravém nádvorním křídle je vstupní hala s dvěma hlavními schodišti a výtahy. Uvnitř paláce je volná zatravněná zahrada s původními stromy.
Při novodobé rekonstrukci realizované v roce 2002 podle návrhu architekta Olega Hamana (* 1960) došlo k modernizaci interiérů a některým přístavbám. V objektu byly všechny příčky nahrazené částečně zdmi z plných cihel a částečně sádrokartonovými příčkami. Také veškeré uměleckořemeslné prvky byly odborně restaurovány, případně nahrazeny replikami (dveře včetně zárubní, kování, obložení atd.), ve 2.–4. podlaží dvorního objektu byly vyzděny příčky v původním tvaru. Byly restaurovány omítky v paláci, proběhlo jejich čištění a oprava injektáží, byly provedeny opravy maleb.
Nové jsou rovněž podlahy z dubových vlysů (v kancelářích) a ve 2. podlaží paláce byly instalovány repliky intarzovaných a vídeňských parket. V přízemních částech a suterénech paláce je keramická dlažba cotto a na schodištích nová pískovcová dlažba.

## Okolí
V nedalekém okolí paláce se nacházejí také další zajímavé budovy:
- Kounický palác, sídlo Muzea Alfonse Muchy (Panská ulice)
- Neubergovský palác (Panská ulice)
- Millesimovský palác (Panská ulice)
- Palác Sylva-Taroucca (Na Příkopě)
- Nový Kolowratský palác (Na Příkopě)
- Někdejší Piaristická kolej a gymnázium při kostele svatého Kříže
- Palác Myslbek (Na Příkopě)